# Carroi-musée (Chinon)
Le Carroi est un musée d'arts et d'histoire situé à Chinon (Indre-et-Loire).

## Histoire

### Fondation du musée  d'arts et histoire
Le musée d'arts et histoire de Chinon a été créé en 1906, pour regrouper les collections rassemblées au fil des ans par les amateurs et les érudits réunis au sein des Amis du Vieux Chinon, une association d'histoire locale (devenue depuis Société d'histoire Chinon Vienne et Loire).
En 1914, le fonds du musée s'enrichit d'un dépôt de l'État, en provenance du château d'Azay-le-Rideau et composé de statues et de boiseries médiévales et modernes.
La Ville de Chinon y dépose ensuite ses œuvres d'art, notamment un portrait de Rabelais (natif de Chinon) exécuté par Eugène Delacroix et la chape dite de Saint-Mexme.

### Le Carroi-musée
En 1973, le musée s'installe dans la maison des États généraux, après que celle-ci a été restaurée grâce à la loi Malraux sur les secteurs sauvegardés.
En 2007, afin de garantir la pérennité du label « Musée de France » obtenu, pour le musée, par les Amis du Vieux Chinon, ces derniers se tournent vers la municipalité. Une convention liant l'association et la Ville est validée fin 2008 : les collections restent la propriété des Amis du Vieux Chinon, mais la gestion devient municipale. En 2014, avec le développement des intercommunalités, la convention est transférée à la communauté de communes Chinon, Vienne et Loire,.
En 2019, le musée mène son chantier sur ses collections. 8 674 objets et œuvres sont examinés, étudiés, conditionnés, et emballés pour leur transfert vers les nouvelles réserves du musée.

## Collections
Les collections du Carroi, musée d'arts et d'histoire, rassemblent des œuvres d'art et des objets illustrant l'histoire de la ville et de son pays depuis la Préhistoire jusqu'au XIXe siècle. Elles ont été initialement composées à partir des dons des adhérents de l'Association des Amis du Vieux Chinon, et représentant les témoignages matériels de l’histoire des arts de Chinon et de son territoire (objets archéologiques, objets d’art, objets du quotidien populaire).
On y découvre aussi bien des pièces modestes témoignant de savoir-faire oubliés, que des pièces uniques (chape dite « de Saint-Mexme ») ou de véritables chefs-d'œuvre, comme une statue de la Charité de Saint-Martin, un ancien vitrail de la collégiale Saint-Mexme et de nombreuses boiseries sculptées. Le patrimoine bâti et historique de Chinon est également largement représenté (peintures, dessins, gravures, photographies).
L'ensemble forme l'une des plus riches collections muséographiques d'Indre-et-Loire, reconnue par le label Musée de France,.
En 2018, le musée présente deux expositions autour de ses collections. "La parure au Moyen Âge" qui revient sur les fouilles archéologiques menées dans les années 1980 à la collégiale Saint-Mexme : vestiges textiles, objets de parure (bagues, fibules, anneaux, colliers, perles, etc.) entourent la Chape Saint-Mexme (la pièce la plus emblématique du musée). "La face cachée du musée : restauration d’œuvres d'art" revient sur les chantiers de restauration mené par le musée depuis 2007 avec la restauratrice Hélène Gruau et le C2RMF.

## Bâtiment
L'Hôtel des États-Généraux, qui abrite le Carroi, musée d'arts et d'histoire, est un bâtiment classé à l'inventaire des monuments historiques et situé au no 44 de la rue Haute Saint-Maurice à Chinon.
En avril 1199, le corps de Richard Cœur de Lion, mort entre Chalûs, où il avait été blessé, et Chinon, où il résidait habituellement, y aurait été exposé avant son transfert à l’Abbaye de Fontevraud.
Au début du XVe siècle, de grands travaux modifient le bâtiment : une salle, qui va devenir celle des États généraux, est construite au premier étage. C'est là que se réunissent, en 1428, les États généraux des trois ordres (noblesse, clergé, tiers-État) convoqués par le roi Charles VII pour obtenir les 400 000 livres nécessaire au financement de l’armée conduite l'année suivante par Jeanne d’Arc pour délivrer Orléans.
À la fin du XVe siècle, le bâtiment devient une hôtellerie à l’enseigne du Lion Vert. La moitié occidentale du bâtiment est détruite au XVIIIe siècle, remplacée par une basse-cour et des écuries, détruites à leur tour au début du XIXe siècle. L’hôtellerie devient une boulangerie en 1816, et on y cuira le pain jusqu’en 1968, en dépit d'un classement aux monuments historiques intervenu en 1926.
En 1969, le bâtiment, devenu propriété de la Ville de Chinon, et alors fort délabré, est restauré dans le cadre de la loi Malraux sur les secteurs sauvegardés. Le musée s'y installe en 1973,.

## Chape Saint-Mexme

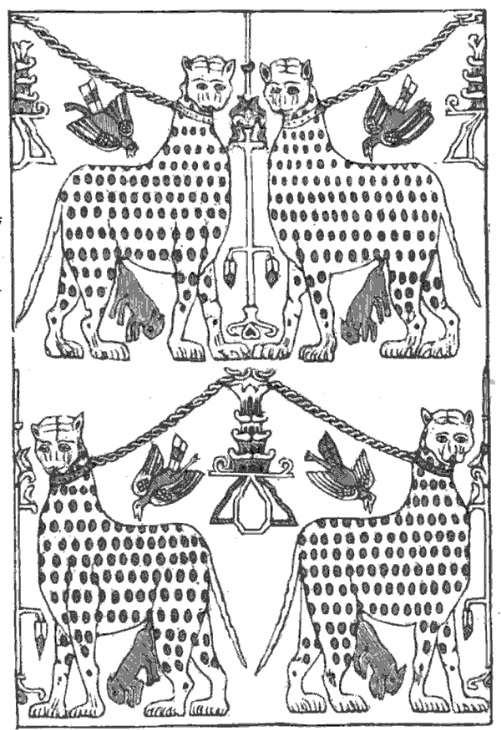
Motif de la chape de Saint-Mexme conservée à Chinon.

Longtemps conservée en l'église Saint-Étienne de Chinon avant de rejoindre les collections des Amis du Vieux Chinon, puis celles du Carroi-musée, la chape dite « de Saint-Mexme » fait référence à Saint-Mexme (ou Maxime), un disciple de Saint-Martin de Tours ayant vécu au Ve siècle. En réalité, il s'agit d'une grande pièce de tissu de facture orientale, réutilisée, peut-être au XIIIe siècle, pour la confection d’un vêtement sacerdotal.  L'étoffe aurait été offerte aux chanoines de la collégiale Saint-Mexme de Chinon, au XIIe siècle, par la reine Aliénor d’Aquitaine, qui l’aurait rapportée de la deuxième croisade. Le décor, sur fond bleu foncé, est tissé de fils de soie et d'or et date de la fin du XIe ou du début du XIIe siècle. Les motifs symétriques disposés en quinconce sur six rangées superposées, (couples de guépards enchaînés affrontés ou adossés, arbres de vie stylisés, rapaces, chacals, feu sacré), évoquent une origine moyen-orientale, arabe ou persane. Elle porte une inscription tissée en langue coufique signifiant « Bonheur à son possesseur »,,.

## Programmation culturelle
Depuis 2014, le Carroi-musée complète ses collections permanentes en organisant des expositions temporaires établissant souvent un lien entre le passé et le présent.
- 2014 - Exposition « Roulez les mécaniques » (art contemporain) en partenariat avec la galerie de l'hôtel de ville de Chinon
- 2014 - Exposition « Pierre Petit - des temps modernes à l’art brut »
- 2015 - Exposition « Les faïences de Langeais, curiosité inédite » (arts décoratifs)
- 2015 -  Exposition « Tire la chevillette, la bobinette cherra » (livres animés)
- 2015 - Exposition  Daniel Spoerri « Eat-Art » (art contemporain) en partenariat avec la galerie de l'hôtel de ville de Chinon
- 2015 - Banquet Palindrome de Daniel Spoerri dans les caves painctes de Chinon (art contemporain)
- 2016 - Exposition "Les Invendus", sur la collection d'Albert Benamou (art moderne et art contemporain) en partenariat avec la galerie de l'hôtel de ville de Chinon
- 2016 - Banquet "A dada sur mon banquet", de Jacques Halbert, Joël Hubaut, Alain Biet et l'école des beaux-arts du Mans
- 2017 - Exposition  « Paroles à boire » (verrerie et arts décoratifs)
- 2017 - Exposition " Y naît l'image innée" de Charles Dreyfus Pechkoff (art contemporain)
- 2017 - Exposition "Marie Zolamian" (art contemporain)
- 2018 - Exposition "piano piano", art & musique (art contemporain) en partenariat avec la galerie de l'hôtel de ville de Chinon
- 2018 - La parure au Moyen Âge (beaux arts)
- 2018 - La face cachée du musée (beaux-arts)
- 2019 - Installations "Castings", "Sèche-pleurs (collection du musée)", "Petite histoire mousseuse" (art contemporain) de Florent Lamouroux dans la vitrine du musée
- 2019 - "Out" d’Étienne Bossut sur la façade du musée, coll. musée d'arts de Nantes
- 2019 - "boîte à outils", (art contemporain) en partenariat avec la galerie de l'hôtel de ville de Chinon
- 2020 - "Viens avec moi", (art contemporain) avec les artistes Julie Ode-Verin, Julie Mansillon et Adrien Piard